# Свети Георги (Град)
Вижте пояснителната страница за други значения на Свети Георги.
„Свети Великомъченик Георги“ (на македонска литературна норма: „Свети Великомаченик Ѓорѓи“) е възрожденска православна църква в царевоселското село Град, източната част на Северна Македония. Част е от Царевоселско-Каменишката епархия на Македонската православна църква – Охридска архиепископия.
Църквата е изградена в 1858 година. В 1904 година е разрушена от земетресение и изградена повторно. Не е изписана. Иконите са от XIX - XX век, дело на Гаврил Атанасов.